# 四國征伐
四國征伐（日语：しこくせいばつ）是羽柴秀吉對四國島最強大的勢力長宗我部氏所進行的攻擊，又名「長宗我部元親征伐」或「南海道征伐」。

## 背景
在本能寺之變後，失去織田信長勢力威脅的長宗我部元親順勢大幅擴張領土，在天正10年（1582年）擊敗了讚岐國的十河存保（中富川之戰），攻陷阿波勝瑞城跟岩倉城，並以3萬6,000兵馬包圍十河存保所在的十河城，在天正11年（1583年）擊敗羽柴秀吉派來支援十河家的仙石秀久（引田之戰），平定阿波和讚岐兩國。十河存保在天正十二年（1584年）逃往近畿依附秀吉，同時長宗我部元親也先後與柴田勝家及德川家康等反秀吉勢力聯合，因此當羽柴秀吉和毛利輝元講和後，長宗我部家也對和毛利氏友好的伊予河野氏和西園寺氏發動攻擊，並獲得東伊予豪族金子元宅等人的臣服。天正13年（1585年），湯築城的河野通直稱降後，長宗我部元親大略完成四國的統一。
同一時間，羽柴秀吉也和長宗我部元親展開外交談判，根據《長元記》所載，在雙方展開和解會談時，秀吉要求長宗我部家交出讚岐和伊予兩國，只讓元親保留阿波跟土佐，但長宗我部元親只願意交出新佔的伊予一國，因此雙方談判以破裂收場。而在毛利方的《小早川文書》則是記錄秀吉提了交出阿波跟讚岐兩國的條件，讓長宗我部家保留伊予和土佐，但一樣以談判破裂收場。
羽柴秀吉之所以敢用優勢姿態強迫長宗我部元親交出領地，其考量大略有兩個方向。首先，縱然長宗我部家完全平定四國，實力和掌握了近畿大部分地區的羽柴家仍有顯著差距，更別說羽柴家在西國方向還有毛利和宇喜多等盟友。北陸也有前田利家等附庸勢力，因此一旦動起手來，秀吉認為自己有絕對的勝算。其次，長宗我部家並非完全統一四國，十河存保在讚岐的虎丸城跟阿波水軍森村春的土佐泊城皆未陷落，秀吉不但維持對兩地的補給，若要對四國作戰，也能從容由這兩處登陸。再加上先前引田之戰中仙石秀久雖敗，但仍維持在淡路島的防線，使長宗我部家無海路之險可憑仗。

## 開戰
在羽柴秀吉跟長宗我部元親的和解談判破裂後，羽柴秀吉迅速在天正13年(1585年)五月，便發起對四國的軍事行動，由部將黑田孝高率先進入淡路準備，只是考量到尚有佐佐成政跟德川家康等敵人，加上秀吉患病，所以他並未親自出陣，而是由胞弟羽柴秀長擔任總大將，外甥羽柴秀次擔任副將，也邀請盟軍宇喜多秀家跟毛利輝元出兵，動員兵力超過10萬人。
長宗我部元親為了防備秀吉的侵攻，動員了總數約達4萬的軍勢，在四國國境布下防備，並在阿波西端的白地城設立本陣，在木津城安排東條關兵衛、牛岐城安排香宗我部親泰，渭山城交給吉田康俊，一宮城由谷忠澄、江村親俊負責、岩倉城則是以比江山親興鎮守、加上脇城的長宗我部親吉，以阿波國為防衛重點布下嚴密防線，並在讚岐構築植田城（現高松市），伊予方面則以金子元宅為主力進行對毛利軍的防務。
天正13年(1585年)六月，羽柴軍兵分三路攻打四國，總大將羽柴秀長統領大和、和泉、紀伊三國編成的3萬人在六月十六日經海路進入淡路洲本城和副將羽柴秀次統領的攝津、近江、丹波三國編成3萬人會合，組成總達六萬人的大軍從阿波土佐泊登陸。而讚岐方面，則以宇喜多秀家為主將，率領備前、美作兩國兵馬和播磨的蜂須賀正勝、黑田孝高及仙石秀久等羽柴軍將領會合，以總計超過兩萬人的兵力從屋島登陸讚岐國。而伊予方面，毛利軍在同月二十七日以小早川隆景為第一陣從今治浦上陸，接著在七月五日，吉川元長率領第二軍從今治浦、新間等地上陸。

## 戰況

### 伊予
以小早川隆景為首的毛利軍率先攻打丸山城，城主黑川廣隆不敵投降，長宗我部家的金子元宅決定將本城金子城交給弟弟元春，親率新居、宇摩部分兵馬跟元親派來的兩百援軍往高尾城籠城應戰，但是在毛利軍的包圍下，高尾城在七月十七日遭到攻陷，金子元宅放火燒掉高尾城，抱著以死殉國的決心在野野市原（野々市ヶ原）與毛利軍進行最後決戰。最後金子元宅力戰身亡，使長宗我部家在東伊予防線的士氣受到重大打擊。
毛利軍持續攻打新居郡的高峠城，城主石川虎竹丸棄戰逃往土佐途中被追擊戰敗，生子山、岡崎等城池一一失陷，連金子城也遭攻下（天正之陣）。
剷除東伊予的親長宗我部勢力後，小早川隆景持續攻打周敷、桑村、越智、野間、風早各郡，並在八月底勸降本就和毛利家交好的湯竹城主河野通直，西園寺公廣跟大野直昌等豪族相繼表態臣服，壓制伊予全境。

### 讚岐
宇喜多秀家率軍從屋島登陸後首先攻下了喜岡城，討取城主高松賴邑，進而攻下香西城、牟礼城，在面對戶波親武鎮守的植田城時，在黑田孝高提議下，決定放置不管，以阿波攻撃為優先，轉向進入阿波國，和總大將羽柴秀長軍合流。

### 阿波
羽柴秀長軍和宇喜多秀家軍兩部合流後，首先攻打木津城的東條關兵衛，在蜂須賀正勝提出截斷水源的戰術後，木津城再難支撐，東條關兵衛在效力羽柴家的叔父東條紀伊守勸說下開城投降，隻身逃回土佐。而牛岐城的香宗我部親泰和渭山城的吉田康俊在聽聞木津城失陷後相繼棄城而逃，羽柴軍隨即兵分兩路，秀長親率筒井定次、藤堂高虎、蜂須賀正勝、增田長盛以五萬大軍包圍一宮城，而羽柴秀次和黑田孝高則引兵攻三萬打脇城跟岩倉城，並再度分兵攻擊。黑田孝高用鐵炮攻擊岩倉城城櫓，以威嚇戰術逼迫比江山親興開城投降，而脇城的長宗我部親吉在羽柴秀次軍包圍下被截斷水源，在聽聞岩倉城失陷後，也交出人質稱降。
而一宮城在羽柴秀長五萬大軍包圍下仍奮戰不懈，羽柴秀吉一度打算親自出陣攻打，卻被羽柴秀長勸阻，秀長實施截斷水源的戰術後，一宮城終在七月中旬告失陷，城將谷忠澄也在棄城逃回後，積極勸說長宗我部元親投降，雖然一度被元親嚴詞拒絕，但在毛利軍征服伊予跟羽柴秀長大軍進逼白地城的威脅下同意稱降。

## 和談
經由蜂須賀正勝仲介，在八月六日和談成立，條件是長宗我部氏僅保有土佐一國，長宗我部家當主毎回必須派出3000人支援羽柴氏的戰事，交出三男津野親忠作為人質，禁止和德川家康同盟，長宗我部元親征戰所得的阿波、讚岐、伊予三國全割譲給羽柴秀吉。

## 四國國分
在羽柴秀吉平定四國後，重新對取自長宗我部氏的領地進行重新劃分，除了讓長宗我部元親保有土佐一國外，阿波國的大部分封給老臣蜂須賀正勝，但在正勝表示只願擔任秀吉側近後，由其子蜂須賀家政拜領，石高達十八萬石，另外赤松則房也在阿波住吉獲得一萬石封地。讚岐方面，則是仙石秀久由淡路轉封過來，加封至十萬石，以高松城為居城。依附秀吉的十河存保也得以回歸舊領，領有十河三萬石領地。
毛利軍所佔領的伊予國，則大部分交給了毛利輝元的叔父小早川隆景，讓他獨立成一家大名，擁有三十五萬石的領地，伊予河野氏的舊臣跟西園寺公廣都歸入其臣下。毛利家的外交僧安國寺惠瓊領有中伊予和氣郡三萬三千石，村上水軍出身的來島通總獲得中伊予風早郡一萬四千石，其兄得居通年也獲得三千石。

## 關連項目
- 天正之陣